# Julián Sánchez Bort
Julián Sánchez Bort (Cuenca, 1725 -  Cádiz, 31 de agosto de 1781) fue un ingeniero militar y arquitecto español. Diseñó la fachada principal de la catedral de Lugo, la concatedral de San Julián de Ferrol y varias obras militares en los puertos de Ferrol, Cartagena y La Carraca, Cádiz en el siglo XVIII.

## Biografía

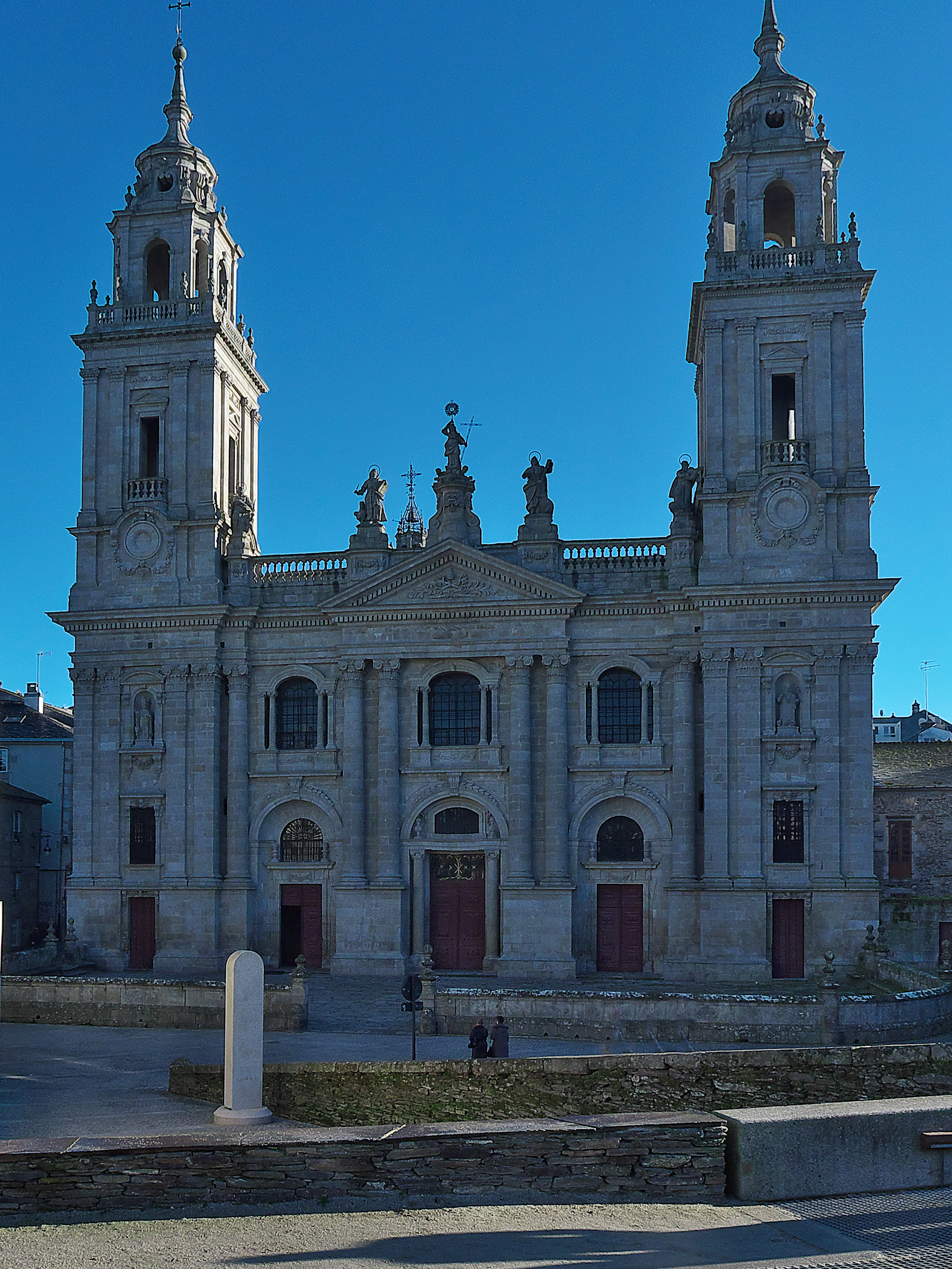
Catedral de Santa María de Lugo

Julián Sánchez Bort nació en Cuenca en 1725, estudió en la Universidad de Orihuela y comenzó a trabajar en Murcia en la década de 1740. Recorrió durante casi dos años ciudades y puertos de los Países Bajos, Francia y Flandes para formarse en ingeniería hidráulica. Remató su formación en la Real Academia de Bellas Artes de San Fernando. Desde 1754 participó en las obras que se llevaron a cabo en la base naval de Ferrol durante casi veinte años. En 1771 se traslada a Navarra y, tras recorrer distintos destinos y ocuparse de diferentes obras que llevaba a cabo la Corona, en 1777 es destinado a La Carraca, Cádiz. Falleció el 31 de agosto de 1781 en la Isla de León, Cádiz.

### Formación y primeros trabajos
Recibió su primera formación en la Universidad de Orihuela, cursando estudios de matemáticas y mecánica. Algún autor ha señalado la posible orientación recibida por su tío, Jaime Bort, arquitecto que diseñó la fachada de la catedral de Murcia y conocedor de la importancia que cobró la ingeniería hidráulica a mediados del siglo XVIII.
Desde sus inicios laborales, Sánchez Bort se orienta hacia la ingeniería hidráulica, siendo su primer trabajo conocido la participación que, en la década de 1740, realizó en las obras en el río Segura a su paso por Murcia.
En el año 1747 es llamado desde Madrid para trabajar en las Obras Reales que se efectúan en la Corte. En 1748 se le envía al Real Sitio de El Pardo para construir dos puentes, el Verde y el de Trofa.
El joven Sánchez Bort es elegido para realizar un viaje de estudios por distintas ciudades europeas durante el cual ahondará en los conocimientos en construcción hidráulica punteros en la época. Desde comienzos de 1751 hasta mediados de 1752 visita Bruselas, La Haya, París y los puertos de mayor relevancia desde los Países Bajos a Francia. Cuando retorna a España presenta sus conclusiones ante el Marqués de la Ensenada, gran impulsor de todas las grandes Obras Reales que se llevan a cabo en España en el siglo XVIII.
Para rematar su formación, Sánchez Bort es invitado a ingresar como alumno en la recién creada Real Academia de Bellas Artes de San Fernando donde perfeccionará sus conocimientos de arquitectura y se formará en los nuevos usos que la Corte trata de implantar en España.
Un año después, en 1753 recibe el segundo Premio de Primera Clase por el proyecto de Iglesia Magnífica en honor del Santo Rey Fernando.

### Periodo gallego (1754 - 1771)
El primer destino de Sánchez Bort una vez concluida su formación es en la ciudad de Ferrol, donde llega el 15 de enero de 1754 para incorporarse a las obras que configurarán esta localidad como una de las tres bases navales de mayor importancia del reino, junto con la de Cartagena y la de San Fernando. Aquí trabajará a las órdenes de Francisco Llobet.
La empresa que se venía desarrollando en Ferrol con el fin de construir el gran arsenal naval del norte de España incluía un plan de actuación más allá de las obras hidráulicas para las que, en principio, Sánchez Bort se perfilaba como la persona ideal. El proyecto impulsado por el Marqués de la Ensenada para Ferrol incluía la construcción de un gran complejo cívico y militar diseñado por Jorge Juan en el que Sánchez Bort fue desempeñando diferentes ocupaciones comenzando por ejecutar proyectos ajenos y acabando por dirigir obras de su propia creación.
En 1758 es nombrado Académico de Mérito de la Real Academia de Bellas Artes de San Fernando tras haber presentado los dibujos de un proyecto ideado en su estancia en Ferrol para una Casa a la italiana sobre un triángulo equilátero, con el que queda refrendado su gusto por la arquitectura transalpina.

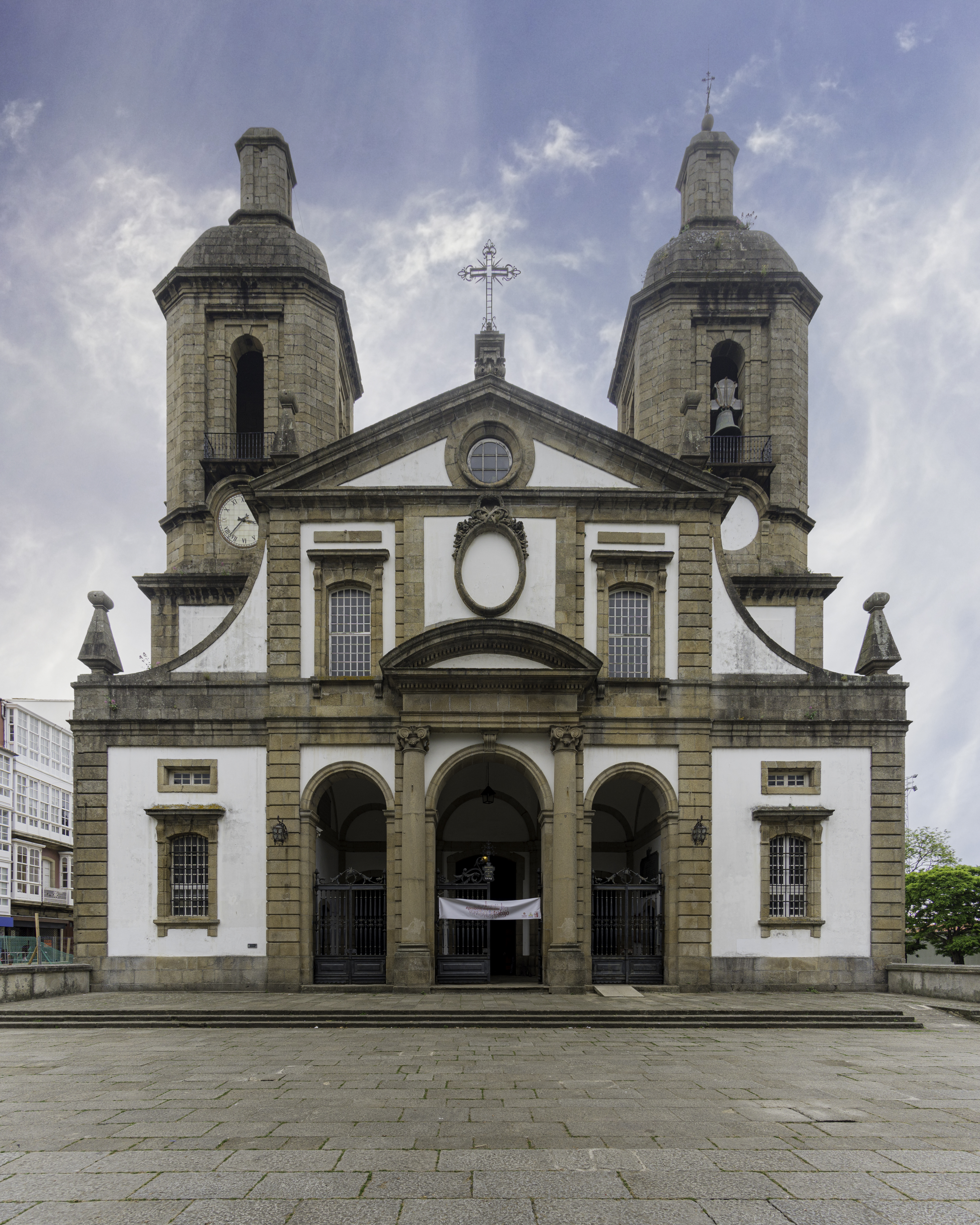
Concatedral de San Julián, Ferrol

En la década de 1760 comienza el período de mayor actividad original de Sánchez Bort en Ferrol. En 1762, tras ser nombrado Ingeniero Director del Arsenal en sustitución de Llobet, proyecta la fortificación de la ciudad imitando el modelo, que conocía, del puerto francés de Dunkerque. Un año después, en 1763, comienza la obra de la nueva iglesia parroquial de San Julián, que diseña enlazando el barrio de La Magdalena del nuevo Ferrol (ideado por Jorge Juan) con la zona militar que ocupa la franja costera. Emprende también la reforma del cuartel de Batallones (1766),  diseña el sistema de desagües del nuevo trazado urbano de la ciudad (1767) y acomete las obras para dotar a Ferrol de una plaza para el mercado (1768). 
Dentro de la actividad constante que desarrolló en esta década de 1760 cabe destacar la reforma del plan del Arsenal, la obra principal de la ciudad encargada por la Corona a instancias del Marqués de la Ensenada y originalmente proyectada por Jorge Juan. El nuevo proyecto de Sánchez Bort consistió en una reducción de las dimensiones originales diseñadas por su maestro J. Juan. En esta empresa es en la que centró Sánchez Bort la mayor parte de su tiempo proyectando y dirigiendo las obras de la Puerta del Arsenal o del Dique, la Casa del Capitán de Maestranzas, la Casa del Constructor, el Tinglado de Maestranzas, la Teneduría y el Presidio. En resumen, todo el conjunto naval que vendría a configurar la nueva base naval de Ferrol.
Prueba del reconocimiento que Sánchez Bort fue obteniendo con su labor en Ferrol es que el Cabildo de Lugo lo escogió para llevar a cabo la reconstrucción de la fachada principal de la catedral de la antigua ciudad romana que había sufrido daños con el terremoto de Lisboa de 1755.
En 1771 concluye la estancia de Sánchez Bort en Ferrol y se inicia una década caracterizada por los constantes desplazamientos por todo el territorio español.

### Etapa itinerante (1771 - 1777)
El primer destino al que es trasladado Sánchez Bort después de su trabajo en Ferrol es la zona navarro-aragonesa donde se lleva a cabo la reforma de la acequia Imperial que culminará con la construcción del canal Imperial de Aragón. 
En 1772 es llamado a Madrid para colaborar con Jorge Juan en el diseño y construcción de una bomba de agua. La muerte del gran científico que fue Jorge Juan, en 1773, hizo que fuese Sánchez Bort el encargado de supervisar la instalación de las bombas de agua en la base naval de Cartagena (Murcia). 
De Cartagena pasa a San Sebastián, en 1774, para trabajar en las obras de reformas portuarias que se están llevando a cabo en la ciudad del Cantábrico. Entre 1775 y 1777 realiza diversos trabajos de supervisión en la acequia Imperial, pasa por Madrid brevemente y tiene tiempo de retornar a Ferrol a reparar uno de los diques que allí se habían construido.
Después de estos años en los que recorrió el reino de costa a costa recibe el que sería su último destino en Cádiz en el verano de 1777.

### Cádiz, último destino.
Sánchez Bort arriba a su nuevo destino como Director del Arsenal de La Carraca, en la Isla de León, Cádiz, el 22 de julio de 1777 con la condición de capitán de navío.
En este destino no acomete grandes obras, si bien proyectó los diques de La Carraca, pero no se puede asegurar que dirigiera su construcción. También intervino en la supervisión de la nueva población de San Carlos (que no llegó a terminarse). 
Tras cuatro décadas de trabajo en las obras más representativas de la Corona y habiendo participado en la construcción de los puertos militares más importantes de España, Julian Sánchez Bort falleció el 31 de agosto de 1785 en su último destino gaditano.